# Ensoniq ESQ-1
L'ESQ-1 est un synthétiseur hybride analogique-numérique de la société Ensoniq, sorti en 1985.
La polyphonie est de huit voix et la synthèse est de type wavetable + analogique soustractive. Il dispose d'un séquenceur intégré.

## Utilisateurs
Il a été utilisé entre autres par Anything Box (en), Skinny Puppy, Jean-Michel Jarre, et Steve Roach.